# دره شور (لردگان)
دره شور روستایی از توابع بخش مرکزی شهرستان لردگان در استان چهارمحال و بختیاری ایران است. نام خانوادگی تمامی افراد این روستا جلیل و از ایل بزرگ جلیل می‌باشند. از چهره‌های سرشناس این روستا دکتر محمد جلیل پیران استاد دانشگاه سجونگ کره جنوبی و دارای مدرک دکتری مهندسی مخابرات می‌باشد.

## جمعیت
این روستا در دهستان میلاس قرار دارد و براساس سرشماری مرکز آمار ایران در سال ۱۳۹۵، جمعیت آن ۸۹۶ نفر (۱۲۲خانوار) بوده‌است.